# Großer Preis von Großbritannien 1985
Der Große Preis von Großbritannien 1985 (offiziell XXXVIII Marlboro British Grand Prix) fand am 21. Juli auf dem Silverstone Circuit in Silverstone statt und war das achte Rennen der Formel-1-Weltmeisterschaft 1985.

## Berichte

### Hintergrund
Das Teilnehmerfeld entsprach exakt dem des Großen Preises von Frankreich zwei Wochen zuvor.
Neben Patrick Tambay wurde nun auch Derek Warwick mit dem weiterentwickelten Renault RE60B ausgestattet.
Eddie Cheever griff auf eine weiterentwickelte Version des Alfa Romeo 184T aus dem Vorjahr zurück, da sich der 185T in der ersten Saisonhälfte als nicht konkurrenzfähig erwiesen hatte.

### Training
Keke Rosberg war der erste Pilot, der auf dem 4,719 Kilometer langen Hochgeschwindigkeitskurs eine Runde mit einer Durchschnittsgeschwindigkeit von mehr als 160 Meilen pro Stunde absolvierte. Er qualifizierte sich damit für die Pole-Position vor Nelson Piquet, Alain Prost und Ayrton Senna. Für Rosberg war es die vierte Karriere-Pole. Die dritte Startreihe wurde von Nigel Mansell und dem in der Fahrer-Weltmeisterschaft führenden Michele Alboreto gebildet.
22 der insgesamt 26 Piloten absolvierten ihre schnellsten Trainingsrunden mit Durchschnittsgeschwindigkeiten über 240 km/h, die schnellsten 11 sogar mit mehr als 250 km/h.

### Rennen
Ein sehr guter Start brachte Senna vor Rosberg, Mansell und Prost in Führung. Hinter Andrea de Cesaris folgte der vom zweiten Platz aus gestartete Piquet auf dem sechsten Rang.
In der ersten Kurve kollidierte Stefan Johansson mit Tambay. Dies führte zu einer weiteren Kollision zwischen Piercarlo Ghinzani und Philippe Alliot. Für alle vier beteiligten Piloten war das Rennen somit beendet, wobei Johansson als einziger noch den Weg zu seiner Box absolvieren konnte.
Bis zur fünften Runde kämpfte sich de Cesaris an Prost und Mansell vorbei auf den dritten Rang. Im neunten Umlauf zog Prost, der kurz zuvor Mansell passiert hatte, wieder an de Cesaris vorbei. Als Rosberg in der 16. Runde aufgrund eines Turboladerschadens aufgeben musste, gelangte Prost auf den zweiten Rang.
Ab der 22. Runde lag Niki Lauda auf dem dritten Rang hinter Senna und dem rasch auf diesen aufholenden Prost. Lauda schied in Runde 58 aufgrund eines Elektrikdefektes aus, sodass Alboreto den dritten Rang einnehmen konnte. In derselben Runde übernahm Prost die Führung, da Senna mit Motorproblemen zu kämpfen hatte. Der Brasilianer konnte zwar spontan kontern, schied jedoch in Runde 60 aufgrund von Kraftstoffmangel aus.
Prost siegte mit einer Runde Vorsprung vor Alboreto und Jacques Laffite, der vier Runden vor Schluss Piquet überholt hatte. Warwick und Marc Surer erreichten die Plätze fünf und sechs.

## Meldeliste
| Team                           | Nr. | Fahrer             | Chassis          | Motor                         | Reifen |
| ------------------------------ | --- | ------------------ | ---------------- | ----------------------------- | ------ |
| Marlboro McLaren International | 01  | Niki Lauda         | McLaren MP4/2B   | TAG/Porsche TTE PO1 1.5 V6t   | G      |
| Marlboro McLaren International | 02  | Alain Prost        | McLaren MP4/2B   | TAG/Porsche TTE PO1 1.5 V6t   | G      |
| Tyrrell Racing Organisation    | 03  | Martin Brundle     | Tyrrell 014      | Renault EF4B 1.5 V6t          | G      |
| Tyrrell Racing Organisation    | 04  | Stefan Bellof      | Tyrrell 012      | Ford Cosworth DFY 3.0 V8      | G      |
| Canon Williams Honda Team      | 05  | Nigel Mansell      | Williams FW10    | Honda RA163-E 1.5 V6t         | G      |
| Canon Williams Honda Team      | 06  | Keke Rosberg       | Williams FW10    | Honda RA163-E 1.5 V6t         | G      |
| Motor Racing Developments      | 07  | Nelson Piquet      | Brabham BT54     | BMW M12/13 1.5 L4t            | P      |
| Motor Racing Developments      | 08  | Marc Surer         | Brabham BT54     | BMW M12/13 1.5 L4t            | P      |
| Skoal Bandit Formula 1 Team    | 09  | Manfred Winkelhock | RAM 03           | Hart 415T 1.5 L4t             | P      |
| Skoal Bandit Formula 1 Team    | 10  | Philippe Alliot    | RAM 03           | Hart 415T 1.5 L4t             | P      |
| John Player Special Team Lotus | 11  | Elio de Angelis    | Lotus 97T        | Renault EF4 1.5 V6t           | G      |
| John Player Special Team Lotus | 12  | Ayrton Senna       | Lotus 97T        | Renault EF4 1.5 V6t           | G      |
| Équipe Renault Elf             | 15  | Patrick Tambay     | Renault RE60B    | Renault EF15 1.5 V6t          | G      |
| Équipe Renault Elf             | 16  | Derek Warwick      | Renault RE60B    | Renault EF15 1.5 V6t          | G      |
| Barclay Arrows BMW             | 17  | Gerhard Berger     | Arrows A8        | BMW M12/13 1.5 L4t            | G      |
| Barclay Arrows BMW             | 18  | Thierry Boutsen    | Arrows A8        | BMW M12/13 1.5 L4t            | G      |
| Toleman Group Motorsport       | 19  | Teo Fabi           | Toleman TG185    | Hart 415T 1.5 L4t             | P      |
| Benetton Team Alfa Romeo       | 22  | Riccardo Patrese   | Alfa Romeo 185T  | Alfa Romeo 890T 1.5 V8t       | G      |
| Benetton Team Alfa Romeo       | 23  | Eddie Cheever      | Alfa Romeo 184TB | Alfa Romeo 890T 1.5 V8t       | G      |
| Osella Squadra Corse           | 24  | Piercarlo Ghinzani | Osella FA1G      | Alfa Romeo 890T 1.5 V8t       | P      |
| Équipe Ligier                  | 25  | Andrea de Cesaris  | Ligier JS25      | Renault EF4B 1.5 V6t          | P      |
| Équipe Ligier                  | 26  | Jacques Laffite    | Ligier JS25      | Renault EF4B 1.5 V6t          | P      |
| Scuderia Ferrari SpA SEFAC     | 27  | Michele Alboreto   | Ferrari 156/85   | Ferrari 031 1.5 V6t           | G      |
| Scuderia Ferrari SpA SEFAC     | 28  | Stefan Johansson   | Ferrari 156/85   | Ferrari 031 1.5 V6t           | G      |
| Minardi F1 Team                | 29  | Pierluigi Martini  | Minardi M185     | Motori Moderni 615-90 1.5 V6t | P      |
| West Zakspeed Racing           | 30  | Jonathan Palmer    | Zakspeed 841     | Zakspeed 1500/4 1.5 L4t       | G      |

## Klassifikationen

### Qualifying
| Pos. | Fahrer             | Konstrukteur           | Qualifikationstraining 1 | Qualifikationstraining 1 | Qualifikationstraining 2 | Qualifikationstraining 2 | Start |
| Pos. | Fahrer             | Konstrukteur           | Zeit                     | Ø-Geschwindigkeit        | Zeit                     | Ø-Geschwindigkeit        | Start |
| ---- | ------------------ | ---------------------- | ------------------------ | ------------------------ | ------------------------ | ------------------------ | ----- |
| 01   | Keke Rosberg       | Williams-Honda         | 1:06,107                 | 256,983 km/h             | 1:05,591                 | 259,005 km/h             | 01    |
| 02   | Nelson Piquet      | Brabham-BMW            | 1:08,933                 | 246,448 km/h             | 1:06,249                 | 256,433 km/h             | 02    |
| 03   | Alain Prost        | McLaren-TAG-Porsche    | 1:06,308                 | 256,204 km/h             | 1:08,532                 | 247,890 km/h             | 03    |
| 04   | Ayrton Senna       | Lotus-Renault          | 1:06,324                 | 256,143 km/h             | 1:06,794                 | 254,340 km/h             | 04    |
| 05   | Nigel Mansell      | Williams-Honda         | 1:09,080                 | 245,924 km/h             | 1:06,675                 | 254,794 km/h             | 05    |
| 06   | Michele Alboreto   | Ferrari                | 1:06,793                 | 254,344 km/h             | 1:07,427                 | 251,952 km/h             | 06    |
| 07   | Andrea de Cesaris  | Ligier-Renault         | 1:11,082                 | 238,997 km/h             | 1:07,448                 | 251,874 km/h             | 07    |
| 08   | Elio de Angelis    | Lotus-Renault          | 1:07,581                 | 251,378 km/h             | 1:07,696                 | 250,951 km/h             | 08    |
| 09   | Teo Fabi           | Toleman-Hart           | 1:07,678                 | 251,018 km/h             | 1:07,871                 | 250,304 km/h             | 09    |
| 10   | Niki Lauda         | McLaren-TAG-Porsche    | 1:07,743                 | 250,777 km/h             | 1:09,001                 | 246,205 km/h             | 10    |
| 11   | Stefan Johansson   | Ferrari                | 1:08,169                 | 249,210 km/h             | 1:07,887                 | 250,245 km/h             | 11    |
| 12   | Derek Warwick      | Renault                | 1:08,238                 | 248,958 km/h             | 1:08,604                 | 247,630 km/h             | 12    |
| 13   | Patrick Tambay     | Renault                | 1:09,989                 | 242,730 km/h             | 1:08,240                 | 248,951 km/h             | 13    |
| 14   | Riccardo Patrese   | Alfa Romeo             | 1:08,384                 | 248,427 km/h             | 1:10,110                 | 242,311 km/h             | 14    |
| 15   | Marc Surer         | Brabham-BMW            | 1:09,572                 | 244,184 km/h             | 1:08,587                 | 247,691 km/h             | 15    |
| 16   | Jacques Laffite    | Ligier-Renault         | 1:10,756                 | 240,098 km/h             | 1:08,656                 | 247,442 km/h             | 16    |
| 17   | Gerhard Berger     | Arrows-BMW             | 1:09,870                 | 243,143 km/h             | 1:08,672                 | 247,385 km/h             | 17    |
| 18   | Manfred Winkelhock | RAM-Hart               | 1:10,299                 | 241,659 km/h             | 1:09,114                 | 245,803 km/h             | 18    |
| 19   | Thierry Boutsen    | Arrows-BMW             | 1:09,413                 | 244,744 km/h             | 1:09,131                 | 245,742 km/h             | 19    |
| 20   | Martin Brundle     | Tyrrell-Renault        | 1:10,718                 | 240,227 km/h             | 1:09,242                 | 245,348 km/h             | 20    |
| 21   | Philippe Alliot    | RAM-Hart               | 1:11,162                 | 238,729 km/h             | 1:09,609                 | 244,055 km/h             | 21    |
| 22   | Eddie Cheever      | Alfa Romeo             | 1:11,072                 | 239,031 km/h             | 1:10,345                 | 241,501 km/h             | 22    |
| 23   | Pierluigi Martini  | Minardi-Motori Moderni | 1:13,645                 | 230,680 km/h             | 1:15,363                 | 225,421 km/h             | 23    |
| 24   | Jonathan Palmer    | Zakspeed               | 1:17,856                 | 218,203 km/h             | 1:13,713                 | 230,467 km/h             | 24    |
| 25   | Piercarlo Ghinzani | Osella-Alfa Romeo      | 1:16,400                 | 222,361 km/h             | keine Zeit               | –                        | 25    |
| 26   | Stefan Bellof      | Tyrrell-Ford           | 1:17,009                 | 220,603 km/h             | 1:16,596                 | 221,792 km/h             | 26    |

### Rennen
| Pos. | Fahrer             | Konstrukteur           | Runden | Stopps | Zeit        | Start | Schnellste Runde |
| ---- | ------------------ | ---------------------- | ------ | ------ | ----------- | ----- | ---------------- |
| 01   | Alain Prost        | McLaren-TAG-Porsche    | 65     | 0      | 1:18:10,436 | 03    | 1:09,886 (43.)   |
| 02   | Michele Alboreto   | Ferrari                | 64     | 0      | + 1 Runde   | 06    | 1:11,290 (56.)   |
| 03   | Jacques Laffite    | Ligier-Renault         | 64     | 0      | + 1 Runde   | 16    | 1:11,649 (48.)   |
| 04   | Nelson Piquet      | Brabham-BMW            | 64     | 0      | + 1 Runde   | 02    | 1:11,837 (43.)   |
| 05   | Derek Warwick      | Renault                | 64     | 0      | + 1 Runde   | 12    | 1:12,383 (51.)   |
| 06   | Marc Surer         | Brabham-BMW            | 63     | 0      | + 2 Runden  | 15    | 1:12,135 (41.)   |
| 07   | Martin Brundle     | Tyrrell-Renault        | 63     | 0      | + 2 Runden  | 20    | 1:12,432 (49.)   |
| 08   | Gerhard Berger     | Arrows-BMW             | 63     | 0      | + 2 Runden  | 17    | 1:12,765 (38.)   |
| 09   | Riccardo Patrese   | Alfa Romeo             | 62     | 0      | + 3 Runden  | 14    | 1:13,111 (47.)   |
| 10   | Ayrton Senna       | Lotus-Renault          | 60     | 0      | DNF         | 04    | 1:10,032 (48.)   |
| 11   | Stefan Bellof      | Tyrrell-Ford           | 59     | 0      | + 6 Runden  | 26    | 1:17,854 (52.)   |
| –    | Niki Lauda         | McLaren-TAG-Porsche    | 57     | 0      | DNF         | 10    | 1:10,905 (40.)   |
| –    | Thierry Boutsen    | Arrows-BMW             | 57     | 0      | DNF         | 19    | 1:13,021 (48.)   |
| –    | Andrea de Cesaris  | Ligier-Renault         | 41     | 0      | DNF         | 07    | 1:12,089 (36.)   |
| –    | Pierluigi Martini  | Minardi-Motori Moderni | 38     | 0      | DNF         | 23    | 1:17,486 (24.)   |
| –    | Elio de Angelis    | Lotus-Renault          | 37     | 0      | NC          | 08    | 1:12,068 (18.)   |
| –    | Manfred Winkelhock | RAM-Hart               | 28     | 0      | DNF         | 18    | 1:14,486 (26.)   |
| –    | Keke Rosberg       | Williams-Honda         | 21     | 0      | DNF         | 01    | 1:12,914 (13.)   |
| –    | Nigel Mansell      | Williams-Honda         | 17     | 0      | DNF         | 05    | 1:13,532 (16.)   |
| –    | Eddie Cheever      | Alfa Romeo             | 17     | 0      | DNF         | 22    | 1:15,055 (17.)   |
| –    | Jonathan Palmer    | Zakspeed               | 6      | 0      | DNF         | 24    | 1:17,499 (05.)   |
| –    | Teo Fabi           | Toleman-Hart           | 4      | 0      | DNF         | 09    | 1:18,250 (04.)   |
| –    | Stefan Johansson   | Ferrari                | 1      | 0      | DNF         | 11    | 2:31,135 (01.)   |
| –    | Patrick Tambay     | Renault                | 0      | 0      | DNF         | 13    | –                |
| –    | Philippe Alliot    | RAM-Hart               | 0      | 0      | DNF         | 21    | –                |
| –    | Piercarlo Ghinzani | Osella-Alfa Romeo      | 0      | 0      | DNF         | 25    | –                |

## WM-Stände nach dem Rennen
Die ersten sechs des Rennens bekamen 9, 6, 4, 3, 2 bzw. 1 Punkt(e). In der Fahrerwertung wurden die besten elf Resultate, in der Konstrukteurswertung alle Resultate gewertet.

### Fahrerwertung
| Pos. | Fahrer           | Konstrukteur           | Punkte |
| ---- | ---------------- | ---------------------- | ------ |
| 01   | Michele Alboreto | Ferrari                | 37     |
| 02   | Alain Prost      | McLaren-TAG-Porsche    | 35     |
| 03   | Elio de Angelis  | Lotus-Renault          | 26     |
| 04   | Keke Rosberg     | Williams-Honda         | 18     |
| 05   | Stefan Johansson | Ferrari / Tyrrell-Ford | 16     |
| 06   | Nelson Piquet    | Brabham-BMW            | 13     |
| 07   | Patrick Tambay   | Renault                | 11     |
| 08   | Ayrton Senna     | Lotus-Renault          | 9      |
| 09   | Jacques Laffite  | Ligier-Renault         | 6      |
| 10   | Thierry Boutsen  | Arrows-BMW             | 6      |
| 11   | Nigel Mansell    | Williams-Honda         | 5      |
| 12   | Derek Warwick    | Renault                | 4      |
| 13   | Stefan Bellof    | Tyrrell-Ford           | 4      |
| 14   | Niki Lauda       | McLaren-TAG-Porsche    | 3      |
| 15   | René Arnoux      | Ferrari                | 3      |

| Pos. | Fahrer             | Konstrukteur      | Punkte |
| ---- | ------------------ | ----------------- | ------ |
| 16   | Andrea de Cesaris  | Ligier-Renault    | 3      |
| 17   | Marc Surer         | Brabham-BMW       | 1      |
| 18   | Martin Brundle     | Tyrrell-Ford      | 0      |
| 19   | Gerhard Berger     | Arrows-BMW        | 0      |
| 20   | Eddie Cheever      | Alfa Romeo        | 0      |
| 21   | Riccardo Patrese   | Alfa Romeo        | 0      |
| 22   | Piercarlo Ghinzani | Osella-Alfa Romeo | 0      |
| 23   | Philippe Alliot    | RAM-Hart          | 0      |
| 24   | Jonathan Palmer    | Zakspeed          | 0      |
| 25   | Manfred Winkelhock | RAM-Hart          | 0      |
| 26   | Teo Fabi           | Toleman-Hart      | 0      |
| –    | Pierluigi Martini  | Minardi-Ford      | 0      |
| –    | François Hesnault  | Brabham-BMW       | 0      |
| –    | Mauro Baldi        | Spirit-Hart       | 0      |

### Konstrukteurswertung
| Pos. | Konstrukteur        | Punkte |
| ---- | ------------------- | ------ |
| 01   | Ferrari             | 56     |
| 02   | McLaren-TAG-Porsche | 38     |
| 03   | Lotus-Renault       | 35     |
| 04   | Williams-Honda      | 23     |
| 05   | Renault             | 15     |
| 06   | Brabham-BMW         | 14     |
| 07   | Ligier-Renault      | 9      |
| 08   | Arrows-BMW          | 6      |

| Pos. | Konstrukteur      | Punkte |
| ---- | ----------------- | ------ |
| 09   | Tyrrell-Ford      | 4      |
| 10   | Alfa Romeo        | 0      |
| 11   | Osella-Alfa Romeo | 0      |
| 12   | RAM-Hart          | 0      |
| 13   | Zakspeed          | 0      |
| 14   | Toleman-Hart      | 0      |
| –    | Minardi-Ford      | 0      |
| –    | Spirit-Hart       | 0      |